# Torymus diabolus
Torymus diabolus is een vliesvleugelig insect uit de familie Torymidae. De wetenschappelijke naam is voor het eerst geldig gepubliceerd in 1965 door Moser.